# Lotten Lagerberg
Anna Johanna Charlotta (Lotten) Lagerberg, född 1836 i Karlstad, död 2 januari 1916 i Hjo, var en svensk telegrafist. Hon var Sveriges första kvinnliga telegrafist och telegrafstationsföreståndare, sedan tjänster inom telegraf och post 1863 hade öppnats för ogifta kvinnor.  
Charlotta Lagerberg var dotter till major Johan Pontus Lagerberg, som var postmästare i Hjo. År 1864 fick hon tjänst i samma stad: 
"Hon blef 1864 utnämnd till förestånderska för den nya telegrafstationen i nämnde stad, och är fröken Lagerberg det första fruntimmer, som erhållit dylik anställning."
Året därpå blev Fanny Janse den första kvinnliga poststationsföreståndaren i Sverige.